# Liste de personnalités liées à Angers

## Personnalités nées à Angers

### Moyen Âge
- Gohard de Nantes (VIIIe siècle-843), évêque de Nantes et seigneur de Blain.
- Marbode (1035-1123), évêque de Rennes.
- Ermengarde d'Anjou (vers 1067-1146), duchesse de Bretagne, fille de Foulques IV d'Anjou.
- Geoffroi de Vendôme (vers 1070-1132), prélat y est aussi mort.
- Foulques V d'Anjou (1092-1143), comte d'Anjou et de Tours de 1109 à 1129, comte du Maine de 1110 à 1129, puis roi de Jérusalem de 1131 à 1143.
- Mathieu d'Anjou (?-1183 ou 1184), cardinal du XIIe siècle.
- Jeanne d'Angleterre (1165-1199), princesse anglaise qui fut reine de Sicile puis comtesse de Toulouse.
- Louis III d'Anjou (1403-1434), roi titulaire de Naples, de Sicile et de Jérusalem, duc d'Anjou, de Touraine, de Calabre, , comte de Provence et du Maine.
- Marie d'Anjou (1404-1463), Reine de France, fille de Louis II d'Anjou et femme de Charles VII.
- René Ier d'Anjou, dit le « Bon Roi René » (1409-1480), duc d’Anjou, de Lorraine et de Bar, comte de Provence, roi de Naples, de Sicile et de Jérusalem.
- Jean Alardeau (?-1496), homme de confiance et administrateur général des finances du roi René puis évêque de l'Église catholique.
- Guillaume Poyet (1473-1548), magistrat et avocat, Chancelier de France.

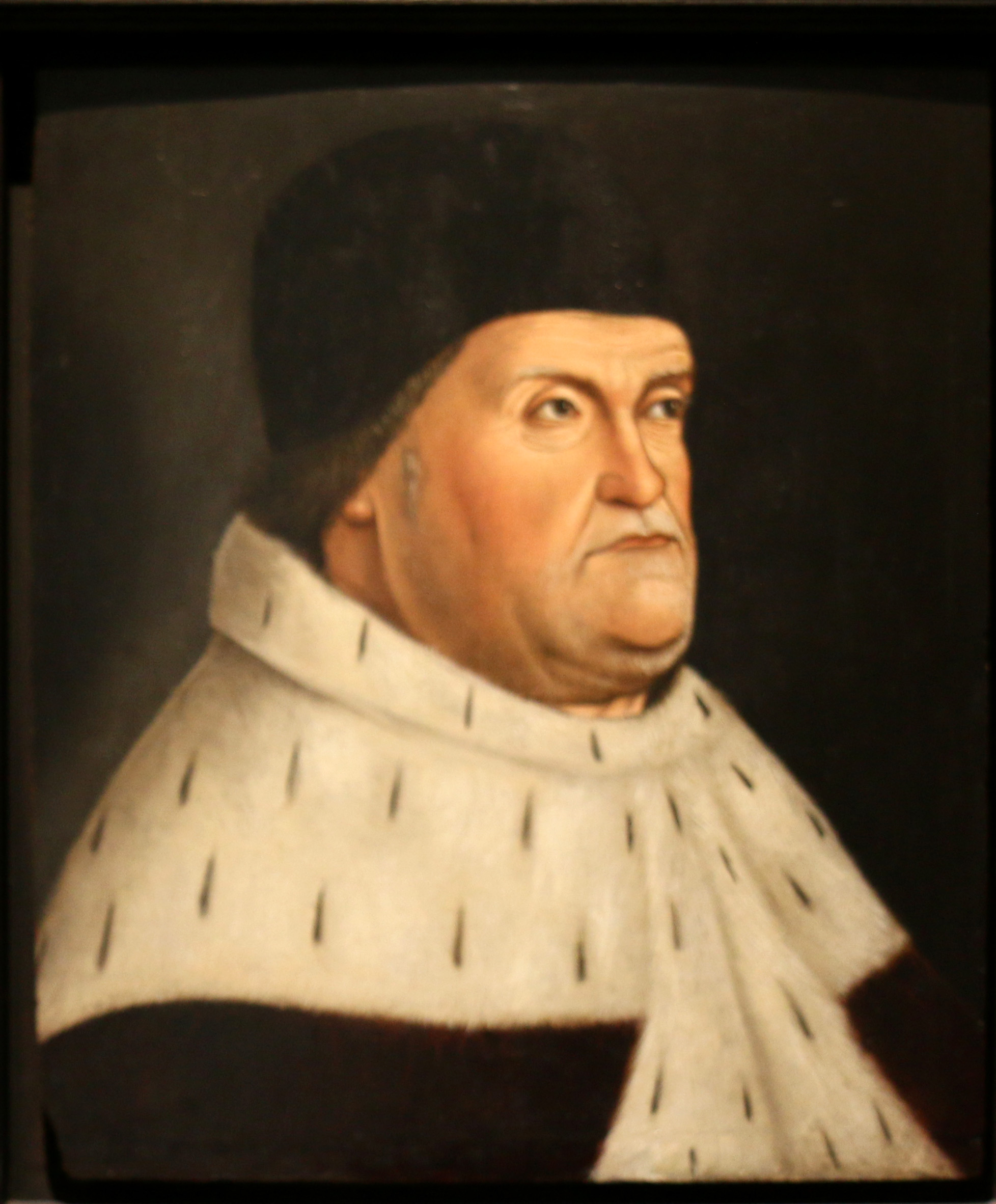
René Ier d'Anjou, dit le « Bon Roi René »

### Renaissance
- François Jourdain (?-1599), ecclésiastique, théologien et érudit.
- François Grimaudet (1520-1580, jurisconsulte.
- René Boyvin (1525-1598 ou 1625), graveur, médailleur et dessinateur de la Renaissance.
- Jean Bodin (1529-1596), jurisconsulte, économiste, philosophe, théoricien politique.
- Pierre Ayrault (1536-1601), jurisconsulte.
- Julien Peleus (1550-1625), avocat, historien et poète.
- Jean Abraham, (né au milieu du XVIe siècle et mort après 1600), arpenteur et mathématicien.
- Guillaume Le Gangneur (1553-1624, maître écrivain.
- René Breslay (1557-1641, ecclésiastique qui fut évêque de Troyes de 1605 à 1641.
- François Guyet (1575-1655), poète néo-latin et grammairien.
- Pierre II Ayrault (1576-1626), homme politique.
- Jodelet (1586-1660), comédien.
- Guillaume Bautru, comte de Serrant (1588-1665), poète satirique, favori et agent diplomatique de Richelieu[1].
- Gabriel de Boislève (1595-1667), évêque.

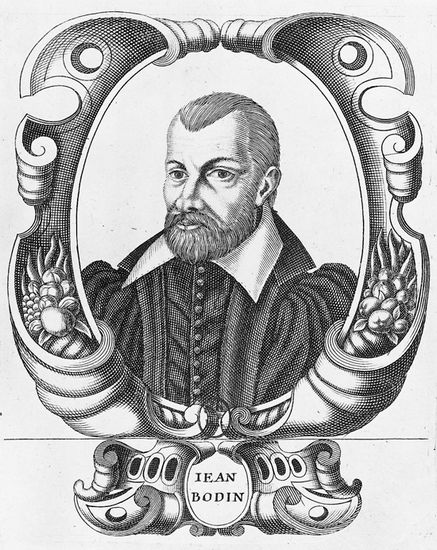
Jean Bodin.

### Époque moderne
- Pierre Avril vers (1607-1676), imprimeur-libraire.
- Gilles Ménage (1613-1692), grammairien, historien et écrivain.
- Jean Frain du Tremblay (1641-1724), écrivain.
- Pierre Ernou (1665-1750), peintre.
- Henri-François des Herbiers, marquis de l'Estenduère (1682-1750), officier de marine et aristocrate.
- François-Joseph d'Andigné (1684-1736), ecclésiastique, évêque de l'Église catholique.
- Charles-François Lefebvre de Laubrière (1688-1738), magistrat et prélat.
- Denis de Lachèse (1709-1752), orfèvre.
- Pierre-André Gohin de Montreuil (1722-1796), militaire, gouverneur général de Saint-Domingue y est aussi mort.
- Charles-Henri-Louis d'Arsac de Ternay (1723-1780), officier de marine.
- Hugues Pelletier (1729-1795), ecclésiastique qui fut évêque constitutionnel de Maine-et-Loire, siégeant à Angers de 1791 à 1793 y est aussi mort.
- Jean-Jacques Bouestard de la Touche (1730-1810), médecin, homme politique.
- Mélanie-Françoise Louët (1731-1794), aristocrate, morte guillotinée pendant la Révolution française à Angers.
- Jean-Baptiste-Guillaume Cesbron d'Argonne (1733-1794), chef vendéen durant la guerre de Vendée.
- Gabriel Éléonore Merlet de la Boulaye (1736-1807), botaniste, créateur du jardin des plantes y est aussi mort.
- Jeanne Ambroise de Sapinaud de Boishuguet (1736-1820), figure de la guerre de Vendée connue pour la publication de mémoires sous le nom de Madame de Sapinaud.
- Jean Thérèse de Beaumont d'Autichamp (1738-1831), général dans l'armée des émigrés, celle de Vendée et pour la Russie.
- Jean-Guillaume de La Planche de Ruillé (1739-1794), militaire et homme politique, député de 1789 à 1791 et maire d'Angers y est aussi mort.
- Sébastien-Michel Amelot (1741-1829), évêque de l'Église catholique.
- Claude Blanchard (1742-1803), homme politique.
- Charles Guillaume Gontard des Chevalleries (1747-1813), homme politique, maire d'Angers de 1763 à 1769 y est aussi mort.
- Noël Pinot (1747-1794), prêtre réfractaire catholique, guillotiné à Angers, béatifié par l'Église catholique qui le considère comme martyr.
- Jean-Louis de Dommaigné (1749-1793), général de l'armée française puis chef vendéen.
- Mathurin Gasnier (1749-1819), général de brigade de la Révolution française.
- Michel Bardoul de la Bigottière (1752-1808), architecte et ingénieur.
- Joseph Delaunay (1752-1794), homme politique de la Révolution française.
- Jacques Gautret (1752-1832), homme politique français, député.
- Céleste Bulkeley (1753-1832), aristocrate et une amazone de la guerre de Vendée.
- Michel Chevreul (1754-1845), médecin, père du chimiste Michel-Eugène Chevreul.
- Joseph Louis Proust (1754-1826), chimiste.
- Rose Clairville (1755-1828), actrice et artiste lyrique.
- Pierre-Marie Delaunay (1755-1814), homme politique, député de 1792 à 1795 et du Conseil des Cinq-Cents de 1795 à 1799 et y est aussi mort.
- Jean-Baptiste Leclerc (1756-1826), homme politique de la Révolution française, député à plusieurs reprises et Président de l'Assemblée nationale.
- Pierre-Étienne Dumesnil Dupineau (1757-1821), officier et y est aussi mort
- Pierre-Vincent Benoist (1758-1834), banquier et diplomate, ministre d'État en 1828.
- Michel Cullerier (1758-1827), médecin et chirurgien.
- Érasme Gaspard de Contades (1758-1834), militaire et homme politique
- Louis Gabriel de Contades (1759-1825), officier supérieur de l'armée royale.
- Jacques Desjardin (1759-1807), général français de la Révolution et de l’Empire.
- François Gilles Guillot (1759-1818), général des armées de la République et de l'Empire.
- Mamert Coullion (1759-1819), homme politique.
- François-Jules-Gaspard de Contades (1760-1811), noble et militaire, émigré en 1791 durant la Révolution française.
- Abel Joseph Guillot (1760-1827), colonel des armées de la République et de l'Empire y est aussi mort.
- Anne-Louis Goislard de Monsabert (1760-1814), magistrat et homme politique, député à partir de 1789.
- Charles-François-Jean Pérard (1760-1833), avocat et homme politique.
- René-Pierre Choudieu (1761-1838), homme politique.
- Louis Le Roy de La Potherie (1762-1847), homme politique, député de 1824 à 1830.
- Paul-Marie-Céleste d'Andigné de La Blanchaye (1763-1857), homme politique.
- Louis-Étienne Brevet de Beaujour (1763-1794, homme politique député du tiers état aux États généraux de 1789 pour le bailliage d'Anjou.
- Louis d'Andigné (1765-1857), général et un chef chouan pendant la Révolution française.
- Louis-Anselme-François Pasqueraye du Rouzay (1765-1839), officier, écuyer, et émigré en 1789 y est aussi mort.
- Jean-François Bodin (1766-1829), écrivain, historien et homme politique.
- Henri-Pierre Delaage (1766-1840), général de la Révolution et de l’Empire et mort aussi.
- Toussaint Grille (1766-1840), prêtre catholique jusqu'en 1793, puis collectionneur, directeur de la bibliothèque municipale de la ville d'Angers en 1805 y est mort aussi.
- Marie Paul de Scépeaux de Bois-Guignot, un des chefs de la Chouannerie dans le Maine, sert dans l'armée sous l'Empire, maréchal de camp sous la Restauration, y est né et décédé.
- Prégent Brillet de Villemorge (1770-1836), officier de l’armée royale, député-maire.
- Anselme François René Papiau de La Verrie (1770-1856), officier de la Garde nationale, ancien maire et député.
- Charles Marie de Beaumont d'Autichamp (1770-1859), un des chefs de l'insurrection vendéenne, pair de France (1815).
- Frédéric-Joseph de Cacqueray (1771-1845), militaire et homme politique, député de 1828 à 1830.
- Bernard-Armand-Jean de Bernard du Port (1772-1856), officier, émigré et chef chouan.
- Auguste François Bucher de Chauvigné (1772-1803), émigré, et chef militaire chouan.
- Joseph Antoine René Joubert (1772-1843), général de la Révolution et de l'Empire.
- Albéric Deville (1774-1832), écrivain, pamphlétaire et éditeur.
- Thomas-Louis Desmazières (1775-1855), homme politique, député en 1815 et de 1830 à 1831 puis sénateur de 1852 à 1855.
- Louis Évain (1775-1852), général français de la Révolution et de l’Empire et un général belge par naturalisation.
- Alexandre Auguste Joubert-Bonnaire (1775-1859), industriel et homme politique, maire d'Angers y est aussi mort.
- Jean-Baptiste-Pierre Guépin (1778-1858), médecin et botaniste y est aussi mort.
- René Cadeau (1782-1858), artiste peintre.
- François-Joseph Grille (1782-1853), homme de lettres, journaliste et homme politique, préfet de la Vendée.
- Louis Pavie (1782-1859), écrivain et imprimeur, y est aussi mort.
- Charles du Bois de Maquillé (1783-1849), officier et homme politique, député de 1815 à 1816 et de 1824 à 1827.
- Pierre-Aimé Millet (1783-1873), naturaliste, entomologiste et paléontologue y aussi mort.
- Pierre-Augustin Béclard (1785-1825), médecin et anatomiste.
- Arsène Avril de Pignerolles (1786-1834), homme politique, député de la Mayenne.
- Eugène Chevreul (1786-1889), chimiste.
- Charles Raoul Petit de Chemellier (1786-1861), militaire.
- Pierre-Jean David d'Angers (1788-1856), sculpteur.
- Joseph-Hippolyte Doublard du Vigneau (1791-1842), officier et chef chouan en 1815.
- Antoine Farran (1791-1872), industriel et homme politique et y est aussi mort.
- Victorin Larevellière (1791-1867), homme politique, député de 1830 à 1831 et de 1834 à 1837, maire d'Avrillé.
- Charles Négrier (1792-1862), médecin et chercheur en médecine et physiologie, est né à Angers où il a exercé et enseigné.
- Jacques Camus (1793-1971), peintre, graveur, aquafortiste, lithographe et illustrateur.
- Guillaume Bodinier (1795-1872), peintre.
- Gédéon Florentin de Marcombe (1795-1866), homme politique, député et maire y aussi mort.
- Augustin Giraud (1796-1875), homme politique, député à deux reprises et maire d'Angers à deux reprises.
- Germanicus Mirault (1796-1879), médecin y aussi mort.
- Charles-Prosper Ollivier (1796-1845), médecin pathologiste et clinicien, principalement connu pour ses recherches sur la moelle épinière.
- Prosper Menière (1799-1862), médecin.

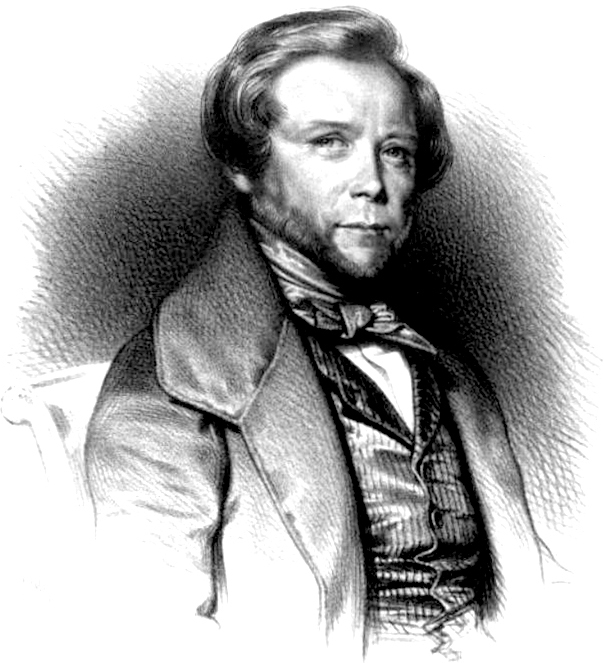
David d'Angers.

### XIXesiècle
- Camille Henri Guillier de La Touche (1800-1856), homme politique, député de 1849 à 1851 y est aussi mort.
- Charles-Jules Giraud (1801-1877), homme politique, député de 1831 à 1837.
- Jenny Larivière (1801-1885), peintre.
- André Leroy (1801-1875), pépiniériste.
- Gustave Bucher de Chauvigné (1802-1866), homme politique, député de Maine-et-Loire de 1849 à 1851 et de 1852 à 1866.
- Grégoire Bordillon (1803-1867), journaliste.
- Ernest Mame (1805-1883), imprimeur et homme politique, député d'Indre-et-Loire.
- Napoléon-Joseph Perché (1805-1883), évêque français qui fut archevêque de La Nouvelle-Orléans de 1870 à sa mort.
- Mathieu Butet (1806-1882), colonel de l'armée.
- René Montrieux (1806-1883), entrepreneur, député-maire y est aussi mort.
- Cyprien Robert (1807-circa 1865), linguiste, spécialiste du monde slave.
- Ernest-Eugène Duboys (1808-1877), homme politique, maire d'Angers de 1951 à 1959 et député de 1952 à 1959.
- Victor Pavie (1808-1886), écrivain, poète et historien d'art.
- Eugène Boré (1809-1878), missionnaire et archéologue.
- Alfred de Falloux (1811-1886), historien et homme politique, député, ministre et académicien.
- Théodore Pavie (1811-1896), voyageur, écrivain et orientaliste y est aussi mort.
- Charles Ferdinand Pierre du Cambout (1812-1864), homme politique.
- Charles Marcel Avril de Pignerolles (1813-1887), peintre de néo-classicisme.
- Gaëtan de Rochebouët (1813-1899), général et homme politique.
- Eugène Appert (1814-1867), peintre.
- Érasme-Henri de Contades (1814-1858), homme politique, député du Cantal de 1847 à 1848.
- Achille Alexandre Joubert-Bonnaire (1814-1883), industriel et homme politique, maire d'Angers et sénateur de Maine-et-Loire.
- Alexis Maillé (1815-1897), entrepreneur, officier et député-maire y aussi mort.
- Félix Grabowski (1817-1889), sculpteur.
- Arthur de Cumont (1818-1902), homme politique, député de 1871 à 1876 et ministre de l'Instruction publique, des Cultes et des Beaux-arts de 1974 à 1975.
- Émilien Maillard (1818-1900), historien.
- Louis Dauge (1818-2016), diplomate.
- Jules Eugène Lenepveu (1819-1898), peintre.
- Médéric-Clément Lechalas (1820-1904), ingénieur des ponts et chaussées.
- Ferdinand Taluet (1821-1904), sculpteur.
- Eugène Janvier de La Motte (1823-1884), haut fonctionnaire et homme politique, député de l'Eure, s'est marié à Angers le 8 septembre 1848.
- Ernest François Dainville (1824-1917), architecte.
- Gustave Lefrançais (1826-1901), homme politique, anarchiste et personnalité de la Commune de Paris.
- Ernest Bazin (1826-1898), ingénieur civil, inventeur, oncle de René Bazin et arrière grand-oncle de Hervé Bazin.
- Auguste Guays des Touches (1828-1874), homme de lettres, historien et philanthrope.
- Alexandre Aïvas (1829-1909), architecte voyer d'Angers, directeur de l'École des beaux-arts.
- Ambroise Jules Joubert-Bonnaire (1829-1890), industriel et homme politique, député de 1871 à 1876 y est aussi mort.
- Édouard de Barthélemy (1830-1888), historien.
- Jules Merlet (1830-1921), homme politique, sénateur, député et préfet
- Louis Gilbert (1831-1904), architecte.
- François Allain-Targé (1832-1902), avocat, magistrat et homme politique.
- Eugène Brunclair (1832-1918, peintre.
- Zacharie Astruc (1833-1907), critique d'art, poète, peintre, sculpteur et collectionneur.
- Anselme Bucher de Chauvigné (1834-1910), homme de lettres.
- Georges Petit de Chemellier (1834-1907), sculpteur.
- Gaston Allard (1838-1918), botaniste, créateur de l’arboretum.
- Jacques Piou (1838-1932), avocat et homme politique, député à trois reprises.
- Abel Guérineau (1841-1925), architecte.
- Henry Jouin (1841-1913), historien de l'art, collectionneur et polémiste.
- Marc Peauger (1841-1911), journaliste, patron de presse et homme politique.
- Édouard Louis Trouessart (1842-1927), zoologiste.
- Lionel Bonnemère (1842-1905), dramaturge, librettiste et sculpteur.
- Georges d'Héliand (1842-1960), zouave pontifical.
- Prosper Legludic (1842-1904), médecin et homme politique, député, sénateur et maire.
- Fortuné Méaulle (1843-1916), graveur sur bois et écrivain.
- Maurice d'Andigné (1844-1926), homme politique et journaliste légitimiste.
- Ernest Jouin (1844-1932), prêtre catholique, journaliste et écrivain.
- Achille Raffray (1844-1923), entomologiste, explorateur et diplomate.
- Jules Léon Jamin (1845-1920), homme politique, sénateur y est aussi mort.
- Jules Bordier (1846-1896), pianiste, compositeur et chef d'orchestre.
- Gérard de Contades (1846-1899), homme de lettres, érudit, historien local et romancier.
- Henri Castonnet des Fosses (1846-1898), avocat, historien et géographe, spécialiste de l'histoire de l'Inde.
- Paul Leborgne (1846-1910), dessinateur, graveur et ciseleur.
- Guillaume Bodinier (1847-1922), homme politique
- Auguste Aridas (1848-1929), artiste peintre.
- Dominique Delahaye (1848-1932), homme politique, sénateur sous la Troisième République y est mort aussi.
- Louise Desbordes (1848-1926), artiste peintre.
- Paul Lardin de Musset (1848-1908), haut fonctionnaire et un préfet.
- Édouard Cointreau (1849-1923), industriel, créateur de la liqueur Cointreau.
- Georges Bouvet (1850-1929), pharmacien et un botaniste.
- Georges Guyon (1850-1915), architecte, pionnier du logement social en France.
- Amélie Chevalier (1851-1934), femme de lettres.
- Jules Delahaye (1851-1925), archiviste et homme politique, député de 1907 à 1919 et sénateur de 1920 à 1925.
- Ernest Vétillart (1851-1930), jésuite, fondateur de l'École supérieure d'agricultures d'Angers.
- René Bazin (1853-1932), juriste, écrivain, journaliste, historien.
- Joséphine Berthault (1853-1923), peintre.
- Alphonse Blanc (1853-1919), négociant et ancien maire d'Angers.
- Renée Gouraud d’Ablancourt (1853-1941), écrivaine.
- Auguste Alleaume (1854-1940), peintre et vitrailliste.
- Eugène-Louis Chayllery (1854-1926), peintre français.
- Maurice Lecoq (1854-1925), tireur sportif français, médaillé d'argent et de bronze aux Jeux olympiques de Paris puis de bronze aux Jeux olympiques de Londres y est aussi mort.
- Ludovic Alleaume (1859-1941), artiste peintre, graveur et illustrateur.
- René Gauvin (1859-1935), homme politique, député de 1906 à 1910.
- Henri Jean Descoings (1860-1947), général français de la Première Guerre mondiale y est aussi mort.
- Nicolas Maurice Arthus (1862-1945), physiologiste et immunologiste.
- Paul Joubin (1862-?), professeur et enseignant.
- Félix Legueu (1863-1939), chirurgien, urologue et gynécologue, membre de l'Académie de médecine.
- Fénelon François Germain Passaga (1863-1939), général français de la Première Guerre mondiale, grand-croix de la Légion d'honneur et médaillé militaire.
- Auguste Pinguet (1863-1937), poète, conteur, auteur et luthier.
- Mathilde Alanic (1864-1948), écrivaine et romancière.
- Laurent Bougère (1864-1918), homme politique.
- Georges Brault (1864-1932, militaire qui s'est illustré lors de la Première Guerre mondiale.
- René Chudeau (1864-1921, géologue et explorateur.
- Georges Saulo (1865-1945), sculpteur.
- Gaétan Albert-Poulain (1866-1916), homme politique.
- Fernand Charron (1866-1928), coureur cycliste et automobile, constructeur d’automobiles à qui Octave Mirbeau a dédié La 628-E8.
- Eugène Chéreau (1866-1949), coureur cycliste, champion de France de vitesse en 1888.
- Louis Mercier (1866-1928), éditeur et photographe.
- Henri Béconnais (1867-1904), coureur cycliste, pilote de moto et d'automobile.
- Ferdinand Bougère (1868-1933), banquier et homme politique.
- Louis Cottereau (1869-1917), cycliste sur route, vainqueur de Bordeaux-Paris 1893.
- Gustave Assire (1870-1937), peintre, aquarelliste et illustrateur.
- Maurice Sailland, dit Curnonsky (1872-1956), critique culinaire.
- Félix Lorioux (1872-1964), illustrateur et auteur de bandes-dessinées.
- Alexis Mérodack-Jeanneau (1873-1919), peintre associé au fauvisme y est aussi mort.
- Maurice Fourré (1876-1959), écrivain, y est aussi mort.
- Charles Maillard (1876-1973), sculpteur, a étudié aux beaux-arts d'Angers et a réalisé le monument L'Aspirant blessé au Lycée David-d'Angers.
- Jean Bosler (1878-1973), astronome.
- Léo Daniderff (1878-1943), compositeur.
- Gaston Moreau (1878-1958), homme politique, député de 1936 à 1942 et maire de Baugé de 1935 à 1945.
- Madeleine Dior (1879-1931), femme de l'industriel Maurice Dior (1872-1946), mère du grand couturier Christian Dior (1905-1957) et de la résistante Catherine Dior (1917-2008).
- Maurice Bordereau (1880-1979), peintre-verrier et vitrailliste.
- Joseph-Émile Bourdais (1880-1946), brocanteur.
- Jean-Charles Boutton (1883-1927), homme politique, député de Maine-et-Loire de 1919 à 1924.
- Georges Chesneau (1883-1955), sculpteur.
- François Duhourcau (1883-1951), romancier, essayiste et historien, lauréat du Grand prix du roman de l'Académie française en 1925.
- Charles Berjole (1884-1924), poète, dramaturge, illustrateur et artiste peintre.
- Louis Mesnier (1884-1921), footballeur.
- Albert Copieux (1885-1956), peintre, graveur et aquarelliste.
- Eugène Morel (1885-1952), journaliste et résistant.
- Renaud de la Frégeolière (1886-1981), auteur, sportif et militaire, premier président de la Fédération internationale de bobsleigh et de tobogganing (FIBT), de 1923 à 1960.
- Jean Martet (1886-1940), poète, dramaturge et romancier.
- Maurice Guérin (1887-1969), député du Rhône de 1945 à 1951.
- Joseph Hébert de la Rousselière (1887-1979), docteur en médecine et horticulteur y est aussi mort.
- Alfred Machard (1887-1962), scénariste, écrivain et réalisateur, époux de Raymonde Machard, femme de lettres.
- André Cointreau (1888-1963), homme politique, député de 1932 à 1942 et héritier de la famille Cointreau.
- Marcel Bizos (1889-1974), latiniste et helléniste.
- Jeanne Dubut (1889-1972), peintre.
- Jean-Adrien Mercier (1889-1995), affichiste et illustrateur.
- Antonin Bideau (1890-1953), poète, scénariste et réalisateur.
- Gabriel Rérolle (1891-1967), coureur cycliste né à Autun, mort à Angers.
- Roger Le Bon (1891-1956), réalisateur et producteur de cinéma.
- Étienne Le Rallic (1891-1968), scénariste et illustrateur de bande-dessinées.
- Louis-René Bazin (1892-1973), journaliste, traducteur et romancier français, fils de René Bazin.
- Germaine Goblot (1892-1948), professeur d'allemand et spécialiste de l'Allemagne, qui au risque de sa vie cache chez elle des juifs durant la Seconde Guerre mondiale.
- Paul Audfray (1893-1957), artiste peintre.
- Albert Bedane (1893-1980), résistant britannique d'origine française.
- Paul Couillaud (1893-1962), athlète de sauts en longueur.
- Jacques Leps (1893-1983), militaire et as de l'aviation.
- Yvonne Bezard (1893-1939), archiviste et historienne.
- René Voisin (1893-1952), trompettiste.
- Gaby Morlay (1893-1964), actrice.
- Jacques Camus (1893-1971), peintre, graveur et astronome.
- Henri Fruchaud (1894-1960), chirurgien, officier des Forces françaises libres, Compagnon de la Libération [2].
- Jean Cournot (1895-1995), ingénieur.
- Louis Gautier-Chaumet (1895-1983), journaliste et homme politique français
- Marcelle Henry (1895-1945), résistante, déportée à Ravensbrück, Compagnon de la Libération[3],[4]
- Abel Pineau (1895-1973), peintre, fresquiste, créateur de vitraux et graveur.
- Yves de la Casinière (1897-1971), musicien, compositeur et pédagogue.
- Suzanne Clausse (1897-1996), auteure de romans sentimentaux et poétesse.
- Albert-René Biotteau (1898-1985), homme politique et industriel, fondateur de la marque de chaussures Éram.
- Gustave Bouvet (1898-1984, anarchiste.
- Roger Houdet (1899-1987, homme politique, ministre de l'Agriculture à deux reprises et sénateur.
- Jean-Adrien Mercier (1899-1995, peintre, affichiste et illustrateur.

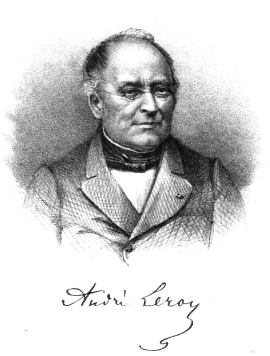
André Leroy.
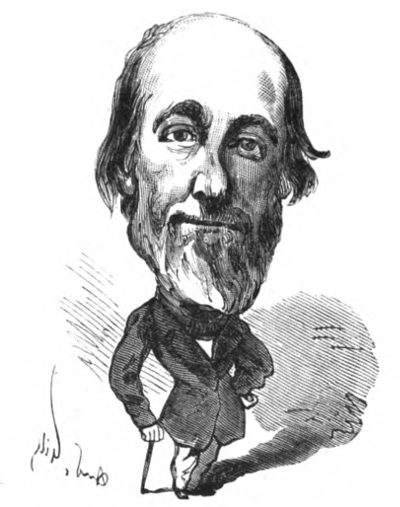
Alfred de Falloux.

### XXesiècle
- Gina Cigna (1901-2001), cantatrice italienne d'origine française, grande soprano dramatiques de son époque.
- André Meynier (1901-1983), géographe.
- Émilienne Morin (1901-1991), sténodactylographe, anarcho-syndicaliste, compagne de Buenaventura Durruti
- Renée Davelly (1902-1977), résistante de la France libre.
- Auguste Liquois (1902-1969), auteur de bande dessinée et peintre.
- Raymond Mourand (1902-1978), coureur cycliste sur piste y est aussi mort.
- Louis Cesbron (1903-1980), chanoine titulaire de la cathédrale d'Angers.
- Pierre Héliot (1903-1984), bibliothécaire, historien et archéologue.
- Charles Fauvel (1904-1979), aviateur et ingénieur aéronautique.
- Amédée Brousset (1905-1972), officier du BM1, Compagnon de la Libération [5].
- Jean Durtal (1905-1999), poétesse, romancière, journaliste.
- Bernard Huet (1906-1973), homme politique, député y est aussi mort.
- Eugène Claudius-Petit (1907-1989), homme politique, Compagnon de la Libération[6].
- Paul Doguereau (1908-2000), pianiste.
- Jean Jeanneteau (1908-1992), prêtre catholique français, spécialiste du chant grégorien, chanoine de la cathédrale d'Angers, fondateur de l'École supérieure d'électronique d'Angers en 1956 y est aussi mort.
- Léon Jozeau-Marigné (1909-2003), homme politique, sénateur de 1948 à 1983 et Membre du Conseil constitutionnel de 1983 à 1992.
- André Levesque (1909-2008), prêtre catholique, chercheur en philosophie et sociologie et l’un des fondateurs de la Mission de France.
- Michel Fourré-Cormeray (1910-1965), haut fonctionnaire.
- Philippe Louis (1910-1988), peintre et un architecte.
- René Rabault (1910-1993), homme de théâtre, décorateur, écrivain, cofondateur du festival d'Anjou.
- Jean-Pierre Hervé-Bazin dit Hervé Bazin (1911-1996), écrivain.
- Bernard Zehrfuss (1911-1996), architecte.
- Michel Gruet (1912-1998), médecin, géologue, paléontologue et préhistorien y est aussi mort.
- Raymond Julien (1913-2016), médecin et homme politique, député de 1978 à 1986.
- Hubert Delange (1914-2003), mathématicien.
- Evelyn Marc (1915-1992), artiste-peintre.
- Joseph Bédier (1916-1945), résistant mort en déportation à Mauthausen.
- Henri Dutilleux (1916-2013), compositeur.
- Joseph Wresinski (1917-1988), fondateur du mouvement ATD Quart monde, initiateur de la lutte contre l'illettrisme.
- André Bazin (1918-1958), critique et théoricien de cinéma né à Angers, cofondateur des Cahiers du cinéma.
- François Bistos (1918-1981), résistant.
- Maurice Cormier (1918-1990), homme politique, député de 1956 à 1958.
- Philippe Monod-Broca (1918-2006), chirurgien.
- Roger Voisin (1918-2008), trompettiste américain.
- Hyacinthe de Quatrebarbes (1920-1981), général de corps d'armée.
- Daniel Gélin (1921-2002), acteur, réalisateur et scénariste.
- Madame Claude (1923-2015), proxénète française.
- Jean Turc (1923-2005), homme politique et maire d'Angers.
- Jacques Bompaire (1924-2009), helléniste et un professeur des universités.
- René Samzun (1924-2005), footballeur.
- Jean Chevillard (1925-1994), prêtre missionnaire de la congrégation des Missionnaires d'Afrique (Pères blancs), assassiné à Tizi Ouzou en Algérie.
- Yolaine de Kepper (1925-2007), fondatrice de l'Association française contre les myopathies.
- Michel Lelong (1925-2020), prêtre catholique, spécialiste du dialogue islamo-chrétien.
- Jean Poperen (1925-1997), homme politique et ministre.
- Bernard Dumaine (1926-2014), acteur et chanteur.
- Jacques Jouanneau (1926-2011), acteur.
- Roland Jonchère (1927-2024), cycliste sur piste et sur route français.
- Christian Chevallier (1930-2008), musicien de jazz.
- Jean Guillou (1930-2019), organiste, pianiste, compositeur et improvisateur.
- Claude Alzon (1931-2017), essayiste et politologue.
- Clo Baril (1931-2014), peintre de l'École de Paris.
- Philippe Kailhenn (1931-2020), illustrateur et dessinateur de bande dessinée.
- Christian Martin (1931-2006), chef d'entreprise et homme politique, député de 1993 à 2002 y est aussi mort.
- Claude Poperen (1931-), homme politique.
- Charles Bigot (1932-), ingénieur et directeur d'entreprise, PDG d'Arianespace de 1990 à 1997.
- Olivier Guillot (1933-2023), historien médiévaliste.
- Xavier Larère (1933-), producteur de télévision et de cinéma.
- Pierre Bouteiller (1934-2017), journaliste, producteur et critique.
- Marie-Lise Chanin (1934-), scientifique, géophysicienne, aéronomiste, directrice de recherche émérite au CNRS, auteure de travaux sur la physique de la haute et moyenne atmosphère.
- Jean-Louis Houdebine (1934-2015), écrivain et sémiologue.
- Jacques Loussier (1934-2019), musicien.
- Éric Leguèbe (1935-2002), journaliste et un critique de cinéma.
- Jo Briant (1936-), professeur, militant associatif, écrivain.
- Yves Hellegouarch (1936-2022), mathématicien.
- Guy de Lignières (1936-1985), organiste, compositeur et journaliste.
- Jean-Yves Neveux (1936-), professeur de chirurgie cardiaque, pionnier des interventions réparatrices et de la greffe du cœur chez l’enfant.
- Joël Séria (1936-), cinéaste et romancier.
- Jean-Michel Arnold (1938-), haut fonctionnaire.
- Jean-Louis English (1939-2003), journaliste et homme de télévision.
- Jean-Claude Antonini (1940-2019), médecin, maire d'Angers (1998-2012).
- Pierre Briant, (1940-), historien de l'antiquité français.
- Danièle Sallenave (1940-) journaliste et écrivain, membre de l'Académie Française.
- Brigitte Escofier-Cordier (1941-1994), statisticienne.
- Jean Mouillère (1941-), violoniste et pédagogue.
- Claude Bardon (1942-), chef d'orchestre et violoniste.
- Alain Chedanne (1942-2010), écrivain, lauréat du Prix des Deux Magots en 1972.
- Bruno de Dieuleveult (1942-2014), storyboardeur et dessinateur de bande dessinée.
- Ginette Leroux (1942-1987), femme politique, députée de 1986 à 1987.
- Jean-Yves Gallard (1943-), entomologiste.
- Gérard de La Martinière (1943-2023), homme d'affaires.
- Michel Marmin (1943-),  essayiste, journaliste et scénariste d'extrême droite.
- Jean Baudouin (1944-), professeur émérite des universités.
- Lucien Guitteny (1944-), pilote automobile.
- Mannick (1944-), chanteuse.
- Gérard Maugin (1944-2016), physicien, mathématicien et enseignant.
- Jean-Luc Perrier (1944-1981), enseignant, inventeur et un scientifique.
- Jean-Yves Terlain (1944-), navigateur.
- Evy (1945-), chanteuse.
- Philippe Muray (1945-2006), écrivain.
- Marie-Françoise Baslez (1946-2022), universitaire et historienne.
- Patrick Bourbeillon (1947-2015), athlète de sprint.
- François Dolbeau (1947-), latiniste, philologue et historien, spécialiste de lexicographie.
- Maurice Hamon (1947-), archiviste et historien.
- Dominique Lambert de La Douasnerie (1947-), historien.
- Claude Rives (1947-2023), photographe-reporter, spécialisé dans la prise de vue sous-marine.
- Jacques Spiesser (1947-), acteur.
- Jean-Yves Chay (1948-), footballeur puis entraîneur.
- Joël Farges (1948-), producteur de cinéma et réalisateur.
- Jan Krauze (1948-), journaliste d'origine polonaise.
- Guy Laporte (1948-2019), acteur.
- Pierre de Saintignon (1948-2019), homme politique.
- Martine Bordet (1949-), athlète de lancers de javelot.
- Jean-Philippe Domecq (1949-), romancier et essayiste.
- Hubert Follenfant (1949-), navigateur et régatier.
- Paulette Fouillet (1950-2015), judokate.
- Jean-Yves Leloup (1950-), théologien, essayiste, traducteur du grec, de l'hébreu et du copte. Prêtre dominicain puis orthodoxe.
- Guy Métivier (1950-), mathématicien.
- François-Pierre Joly (1951-), général d'armée.
- Agnès Bricard (1952-), expert-comptable et commissaire aux comptes.
- François Ovide (1952-2002), guitariste et compositeur.
- Jean-Yves Citron (1953-), footballeur.
- Xavier le Masne (1954-), compositeur.
- Jacques Richard (1954-), acteur, réalisateur, scénariste et producteur.
- Christian Bouchet (1955-), éditeur, essayiste et militant politique.
- Bruno Peyron (1955-), navigateur.
- Hervé Coutau-Bégarie (1956-2012), historien et politologue.
- Véronique Augereau (1957-), actrice française de doublage.
- François Angelier (1958-), journaliste, animateur, producteur radio, essayiste, biographe et auteur de romans fantastiques.
- Anne-José Lemonnier (1958-2024), bibliothécaire, poétesse et écrivaine.
- Pascal Boucherit (1959-), kayakiste, médaillé de bronze aux JO de 1984.
- Fabienne Chauvière (1959-2024), journaliste et productrice de radio et de télévision.
- Gilles Gauci (1959-), comédien français.
- Caroline Tresca (1959-), comédienne, animatrice et productrice audiovisuelle.
- Gilles Bourdouleix (1960-), homme politique né à Angers, maire de Cholet et ancien président du CNIP.
- Frédéric Courant (1960-), journaliste et animateur de l'émission de télévision C'est pas sorcier.
- François Gernigon (1961-), homme politique, député depuis 2022.
- Véronique Mourousi (1961-1992), journaliste, épouse d'Yves Mourousi.
- Philippe Nédélec (1961-), écrivain et photographe.
- Hubert Chevillard (1962-), dessinateur de bande dessinée.
- Sophie Dieuaide (1962-), auteur de romans policiers pour enfants.
- Guilain Joncheray (1963-), compositeur, réalisateur et producteur de musique.
- Hubert de Lartigue (1963-), peintre et illustrateur.
- Jean Pelletier (1963-), prélat catholique, évêque de Mende.
- Thierry Chevillard (1964-), écrivain, auteur de romans policiers.
- Fabienne Godet (1964-), réalisatrice et scénariste.
- Erik Maris (1964-), homme d'affaires, pilote automobile et navigateur.
- Vincent Monteil (1964-), chef d'orchestre.
- Valérie Trierweiler (1965-), journaliste et Première dame.
- Eriq Ebouaney (1967-), acteur.
- Manu Boisteau (1969-), illustrateur de livres éducatifs, et un auteur et dessinateur de bande dessinée.
- Vincent Boussard (1969-), metteur en scène d'opéra et de théâtre.
- Sébastien Château (1969-), boxeur.
- Frédéric Béatse (1970-), homme politique.
- David Bisson (1970-), enfant martyrisé et séquestré pendant 10 ans, par sa mère et son beau-père. Il a écrit un livre pour en témoigner.
- Ghislain Deslandes (1970-), philosophe.
- Pierre Filmon (1970-), réalisateur, scénariste et producteur de cinéma.
- Olivier Ménard (1970-), journaliste sportif et présentateur de télévision.
- Florence d'Azémar (1971-), productrice, actrice et autrice.
- Christophe Bell Œil (1971-), auteur-compositeur-interprète et peintre.
- Xavier Besse (1971-), auteur de bandes dessinées.
- Nathalie Renoux (1971-), journaliste et animatrice de télévision.
- Olivier Chesneau (1972-2014), astronome.
- Nathalie Bodin (1973-), autrice de bande dessinée.
- Arnaud Boiteau (1973-), cavalier de concours complet, champion olympique par équipes.
- Violaine Cochard (1973-), claveciniste.
- Stella Dupont (1973-), femme politique, Députée de puis 2017.
- Thierry Froger (1973-), écrivain, poète et plasticien.
- Éric Garandeau (1973-), haut fonctionnaire.
- Tony Jousset (1973-), coureur cycliste.
- Mickaël Pagis (1973-), footballeur.
- Christophe Béchu (1974-), homme politique, sénateur de Maine-et-Loire, ministre de la Transition écologique et de la Cohésion des territoires et maire d'Angers.
- Emmanuel Capus (1974-), avocat et homme politique, sénateur de Maine-et-Loire depuis 2017.
- Pauline Casters (1974-), illustratrice pour la jeunesse et dessinatrice de bande dessinée.
- Anthony Cornet (1974-), rameur et barreur.
- Nicolas Krauze (1974-), chef d'orchestre.
- Frédéric Lemasson (1974-), footballeur.
- Grégoire Maisonneuve (1974-), galeriste d'art contemporain.
- Erwan Tabarly (1974-), navigateur.
- Chryssie Girard (1975-), athlète de fond.
- Virginie Guyot (1976-), pilote de l’armée de l’air française, première femme à intégrer la patrouille de France.
- Éléonore Lépinard (1976-), sociologue.
- David Perrault (1976-), réalisateur.
- Chadia Arab (1977-), géographe franco-marocaine.
- Audrey Bellia-Sauvage (1977-), basketteuse en fauteuil roulant.
- Franck Charrier (1977-), cycliste sur route.
- Jarry (1977-), humoriste et comédien.
- Samuel Delage (1978-), écrivain.
- Nicolas Garreau (1978-), écrivain et chef d'entreprise.
- Damien Hureau (1978-), joueur de pétanque.
- Kwal (1978-), auteur-compositeur-interprète.
- Bertrand Lacarelle (1978-), essayiste et éditeur.
- Steve Savidan (1978-), footballeur international.
- Cyril Soyer (1978-), judoka.
- Cinthia Bouhier (1979-), nageuse de synchronisée.
- Nicolas Delépine (1979-), footballeur puis entraîneur.
- Caroline Giron-Panel (1979-), historienne et musicologue.
- Florent Marcellesi (1979-), homme politique et activiste.
- François Meïmoun (1979-), compositeur, professeur de musique au Conservatoire national supérieur de musique et de danse de Paris.
- GeyseR (1980-), coloriste de comics, illustrateur et dessinateur de bande dessinée.
- Nicolas Touzaint (1980-), champion olympique d'équitation en 2004.
- Thomas Blanchard (1980-), acteur de cinéma.
- Émilie Ménard (1981-), basketteuse en fauteuil roulant.
- Karim Rissouli (1981-), journaliste et homme de télévision.
- Julian Fiorini (1982-), joueur de rugby à XV.
- Nicolas Mahut (1982-), joueur de tennis.
- Hélène Merlin (1982-), comédienne, journaliste reporter d'images et réalisatrice.
- Thomas Gilbert (1983-), auteur de bande dessinée.
- Mathieu Jestin (1983-), hockeyeur sur glace.
- Cindy Moreau (1983-), kayakiste handisport, médaillée de bronze aux Jeux paralympiques d'été de 2016.
- İbrahim Dağaşan (1984-), footballeur turc.
- Timothée Demeillers (1984-), écrivain et journaliste.
- Nicolas Dospital (1984-), joueur de rugby à XV.
- Jilali Hamham (vers 1984-), romancier.
- Johann G. Louis (1984-), auteur, dessinateur de bande dessinée et réalisateur.
- Julien Albert (1986-), hockeyeur sur glace.
- Julien Bahain (1986-), rameur.
- Romain Duport (1986-), basketteur.
- Jessica Houara-d'Hommeaux (1987-), footballeuse.
- Benjamin Manceau (1987-), rameur d'aviron.
- Nicolas Deshaies (1988-), hockeyeur sur glace.
- Virginie Dreux (1988-), athlète paralympique d'épreuves combinées.
- Camille Lepage (1988-2014), reporter-photographe décédée en Centrafrique.
- Carine Brossais (1989-), basketteuse.
- Julien Devanne (1989-), athlète de courses de fond.
- Vincent Manceau (1989-), footballeur.
- Clémence Clerc (1991-), joueuse de water-polo.
- Charlie Doyle (1991-), hockeyeur sur glace.
- Rayan Frikeche (1991-), footballeur franco-marocain.
- Bartolomé Lenoir (1991-), homme politique, député.
- Margaux Chrétien (1992-), nageuse de synchronisée.
- Romain Guyot (1992-2016), cycliste sur route.
- Camille Le Joly (1992-), athlète d'épreuves combinées.
- Anaïs Lonzième (1992-), handballeuse.
- Da Uzi (1992-), rappeur d'origine congolaise.
- Amanda Kolczynski (1994-), handballeuse.
- Jawad Abdelmoula (1994-), triathlète franco-marocain, champion d'Afrique de triathlon en 2022.
- Tom Bossis (1994-), coureur cycliste.
- Manon Mollé (1994-), golfeuse.
- Victoria Foucher (1995-), volleyeuse.
- Lucas Barioulet (1996-), photojournaliste et photographe documentaire indépendant.
- Romane Bruneau (1996-), footballeuse.
- Cindy Perrault (1996-), footballeuse.
- Emerick Setiano (1996-), joueur de rugby à XV.
- Benoît Halgand (1998-), militant écologiste.
- Paul Boudehent (1999-), joueur de rugby à XV.
- Émérance Dubas (?-), réalisatrice et scénariste.
- Vanessa Le Charlès (?-), soprano lirico spinto.

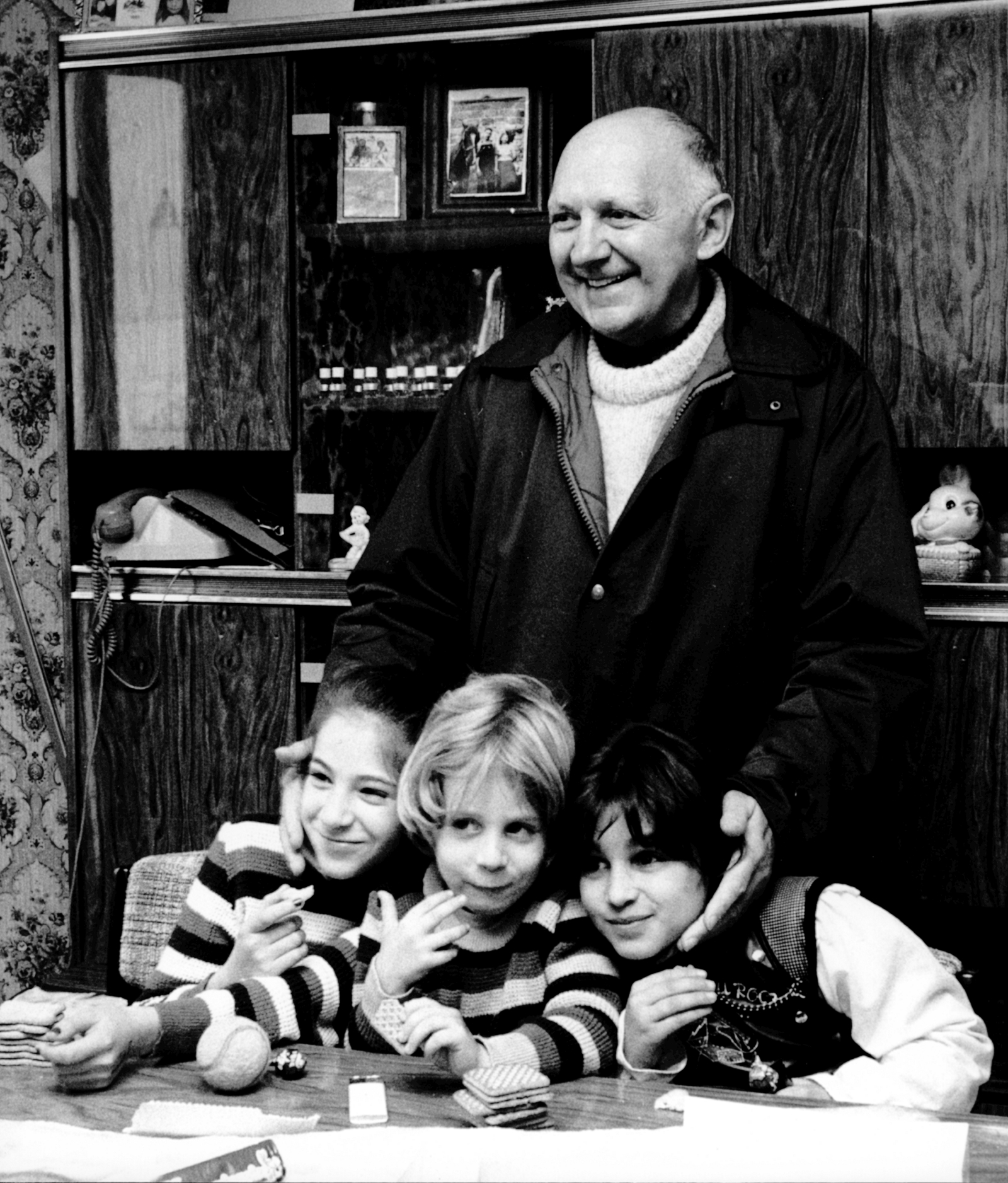
Joseph Wresinski.
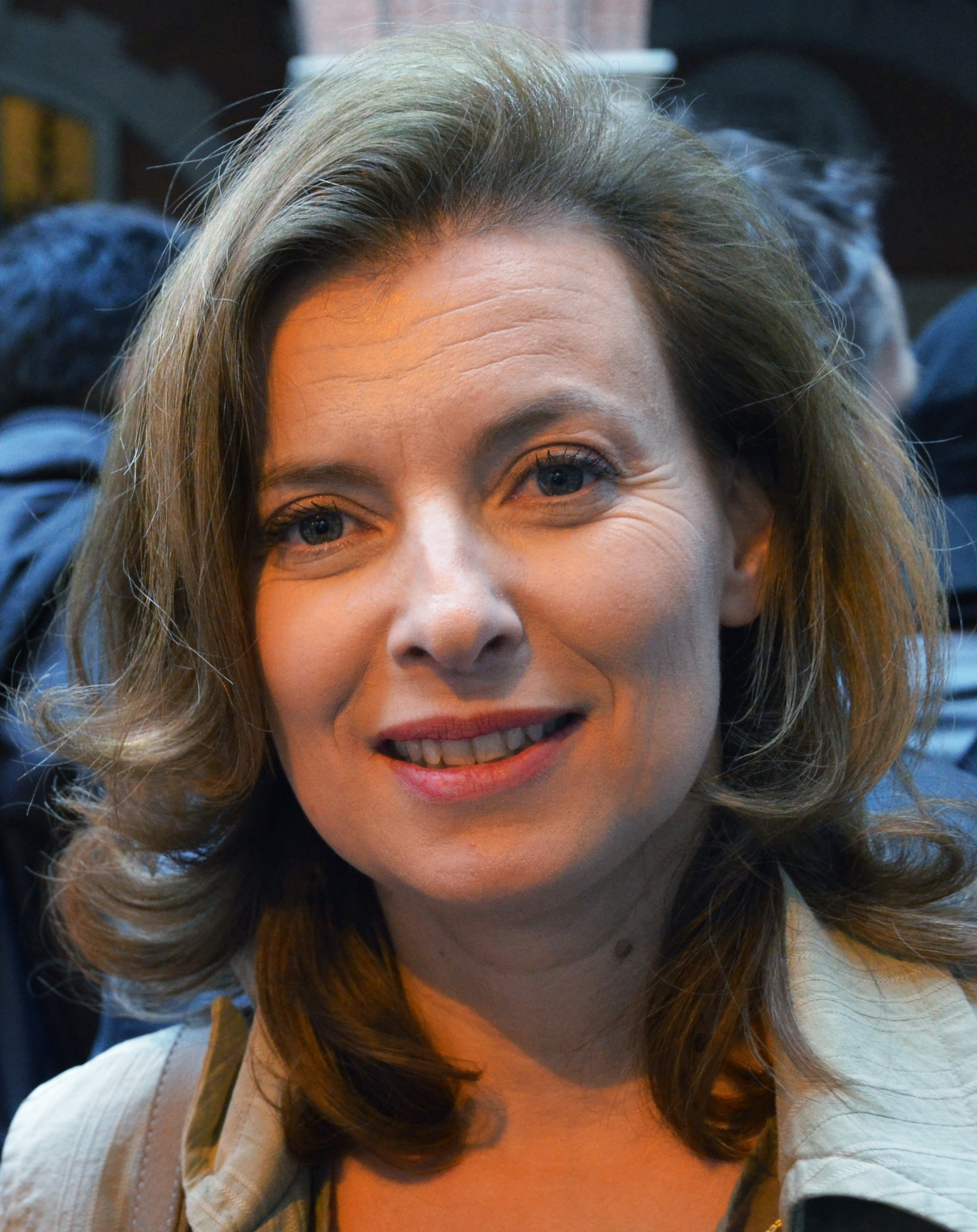
Valérie Trierweiler.
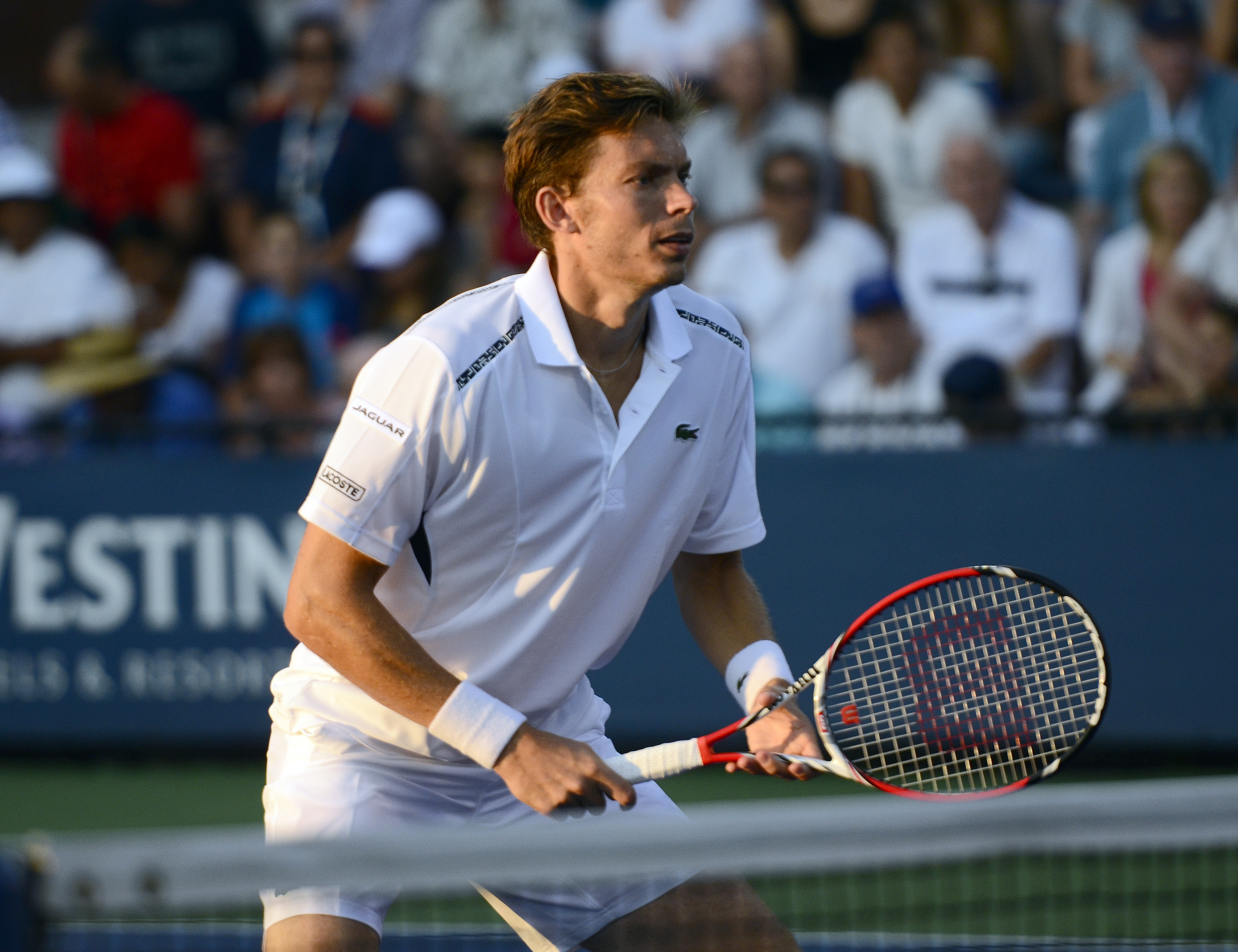
Nicolas Mahut.
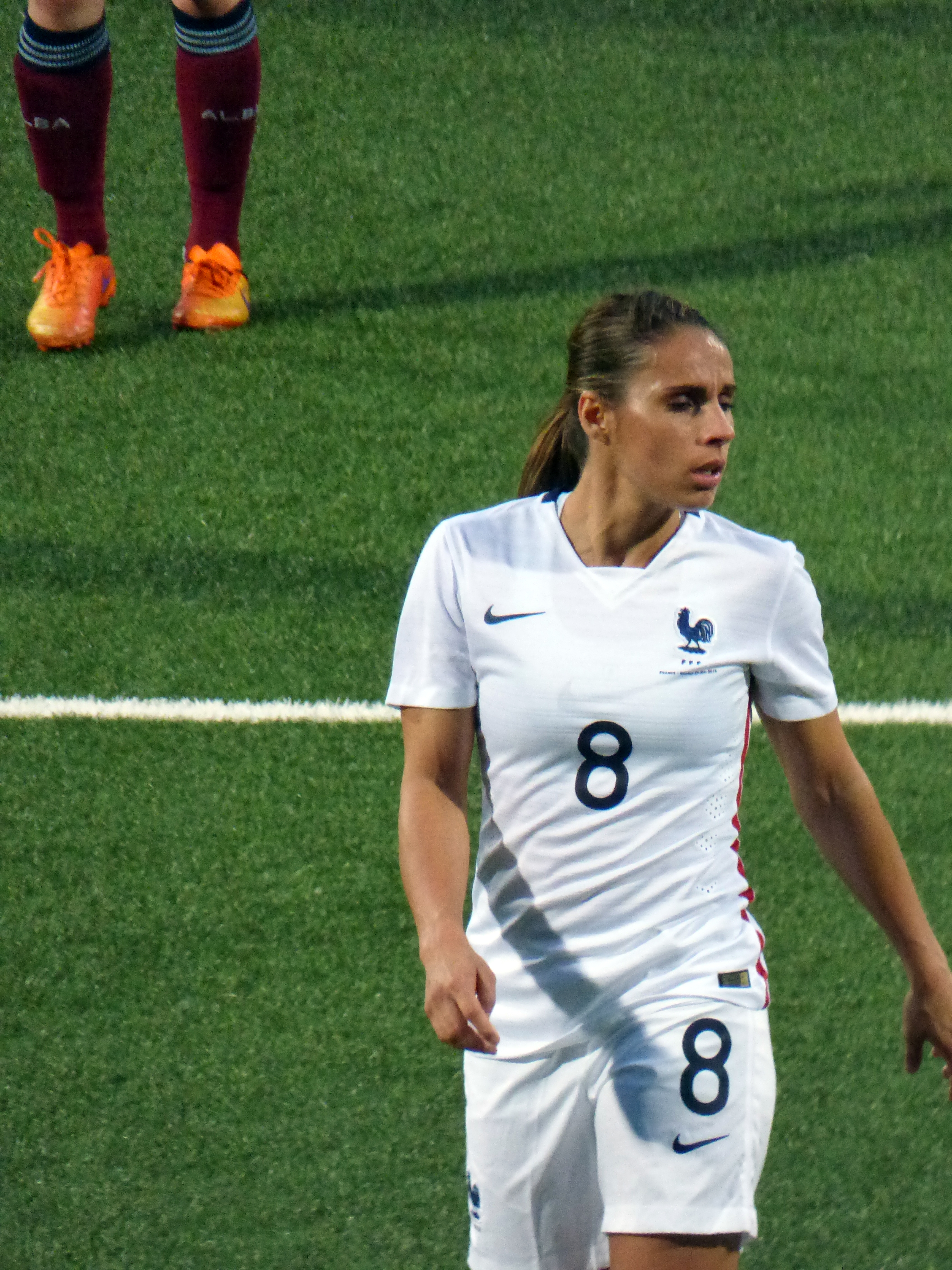
Jessica Houara d'Hommeaux.

### XXIesiècle
- Théo Bernhardt (2000-), homme politique, député du Bas-Rhin.
- Hugo Besson (2001-), basketteur.
- Adèle Castillon (2001-), chanteuse, rappeuse, vidéaste et actrice.
- Drevy Paschal (2001-), handball.
- Guéla Doué (2002-), footballeur franco-ivoirien
- Matthis Abline (2003-), footballeur
- Carolann Héduit (2003-), gymnaste artistique française.
- Ana Delahaie (2004-), athlète de marches athlétiques.
- Désiré Doué (2005-), footballeur franco-ivoirien.
- Herba Guirassy (2006-), footballeur franco-guinéen.

## Autres personnalités liées à Angers
- Henri Arnauld (1597-1692), évêque d’Angers de 1549 à 1592.
- Roselyne Bachelot (1946-), femme politique et animatrice de télévision, ministre, députée d'Angers.
- Jean Bauer (1914-2005), maître-luthier mort à Angers.
- Georges Bodet (1928-2016), historien local et professeur agrégé.
- Sofiane Boufal (1993-), footballeur ayant grandi à Angers.
- Jean-Claude Brialy (1933-2007), acteur, réalisateur, scénariste et écrivain ayant grandi à Angers, ancien directeur artistique du Festival d'Anjou.
- Nicolas Briançon (1962-), acteur, metteur en scène, directeur artistique du Festival d'Anjou depuis 2004.
- Marie-George Buffet (1949-), femme politique et ministre, a étudié au lycée Joachim-du-Bellay d'Angers.
- François Cacheux (1923-2011), sculpteur mort à Angers. Une partie de son œuvre est exposée à l'arboretum de la ville.
- Maxime Chabroud, dit Amixem (1991-), vidéaste sur YouTube, réside à Angers.
- Fernand Charron (1884-1965), physicien et professeur à l'université catholique d'Angers y est mort.
- Victor Chatenay (1886-1985), homme politique, maire d'Angers, membre du Conseil constitutionnel, mort à Angers.
- Jean-François Dandrieu (1682-1738), compositeur issu d’une famille de musiciens angevins.
- Eugène Forget (1901-1994), agriculteur et syndicaliste français, président de la FNSEA de 1946 à 1949 y est mort.
- Jean Foyer (1921-2008), homme politique et juriste, député d'Angers, Garde des Sceaux, a fait ses études secondaires à Angers et y a enseigné à la Faculté de droit.
- Abel Gaborit (1934-2019), prêtre catholique et organiste français, mort à Angers.
- Josep Grau-Garriga (1929-2011), artiste-peintre et licier mort à Angers.
- Ana Guevara (1977-), athlète mexicaine, championne du monde 2003 et vice-championne olympique 2004 du 400m, s’est entraînée quotidiennement à Angers durant sa carrière.
- Eugénie Guillou (1861-1933), religieuse, prostituée et proxénète, y est morte.
- Nicolas de Houssemaine (fin XVe siècle-1523), doyen de la faculté de médecine, mort à Angers.
- Thomas Isle (1981-), journaliste et homme de télévision, a grandi à Angers.
- Clément Janequin (ca. 1485-1558), maître de chapelle à la cathédrale d'Angers de 1533 à 1537.
- Thomas Jolly (1982-), acteur, metteur en scène, et directeur artistique des cérémonies des JO de Paris 2024, directeur du Centre dramatique national Le Quai d'Angers.
- Raymond Kopa (1931-2017), footballeur international, ancien joueur du SCO Angers, résidait à Angers.
- Isabelle de Lorraine, (vers 1410-1453), duchesse de Lorraine et d'Anjou, reine de Naples et de Jérusalem, épouse du roi René d'Anjou, morte et inhumée à Angers.
- Louis-Marie de La Révellière-Lépeaux (1753-1824), professeur de botanique et directeur du jardin des plantes d'Angers, homme politique, représentant du tiers-état à la Constituante.
- Hippolyte Maindron (1801-1884), sculpteur, y étudie à l'École des arts et métiers ; plusieurs de ses œuvres sont visibles dans la ville ou ses musées.
- Marc-Antoine Mathieu (1959-), dessinateur de bandes dessinées, a grandi et étudié aux Beaux-Arts à Angers.
- Jeanne Moreau (1928-2017), actrice, marraine du festival Premiers Plans et créatrice des « Ateliers d’Angers ».
- Jean Noireau (1755-1821), général des armées de la République et de l'Empire y est mort.
- Michel Ocelot, (1943-), réalisateur de cinéma d'animation, y passe son adolescence et étudie au Lycée David d'Angers[7].
- Isidore Odorico (1893-1945), mosaïste, auteur de plusieurs créations Art déco à Angers.
- Jean Orchampt (1923-2021), évêque d'Angers, mort à Angers.
- Pascal Rabaté (1961-), cinéaste et auteur de bandes dessinées, a étudié et réside à Angers.
- Balthazar Romand (1749-1811), général des armées de la République et de l'Empire, y est mort.
- Adrien Tigeot (1923-1943), instituteur et résistant français y est mort fusillé.
- François Villon (1431-1463), poète, a fui Paris pour Angers en 1457.

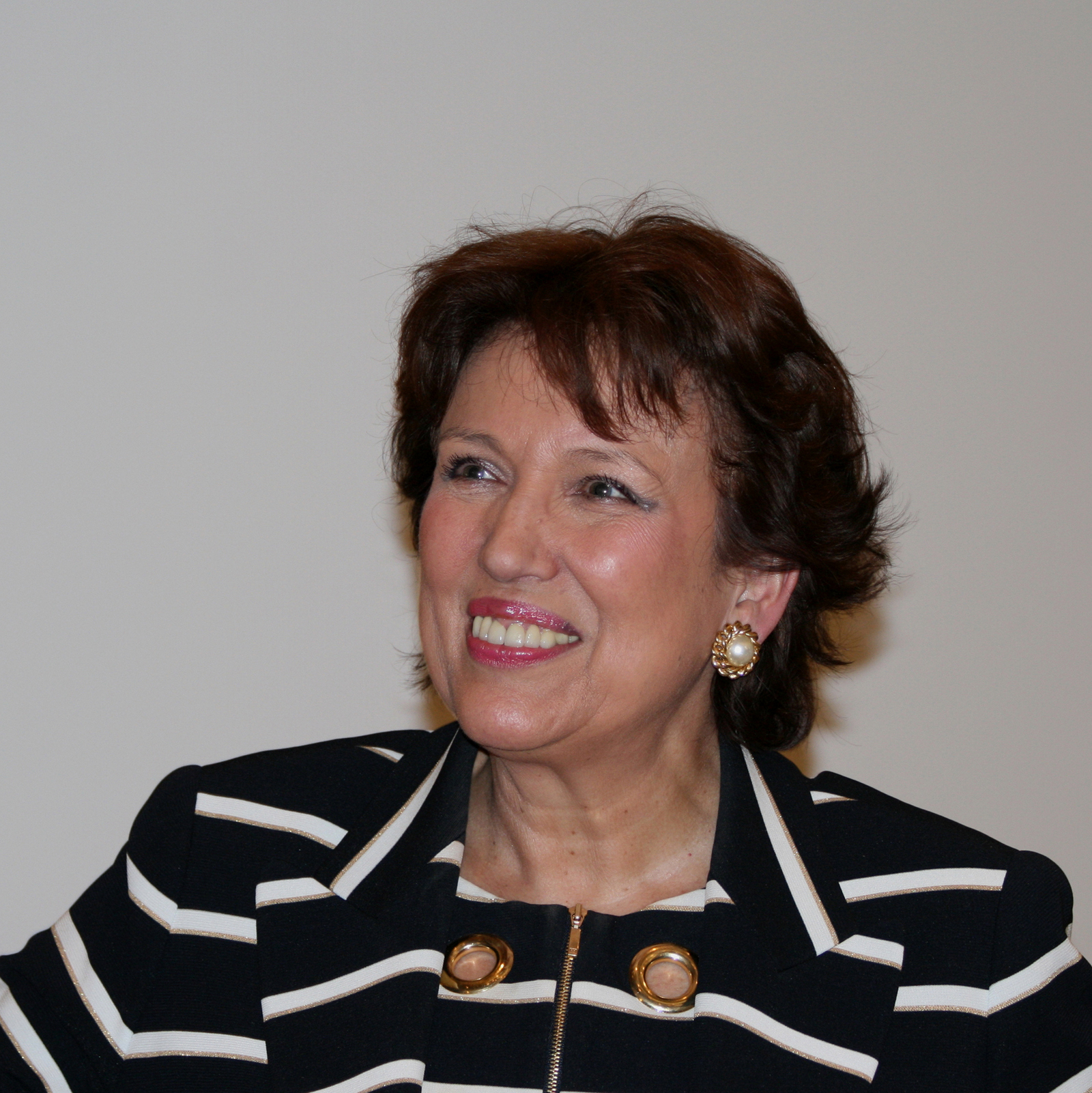
Roselyne Bachelot.
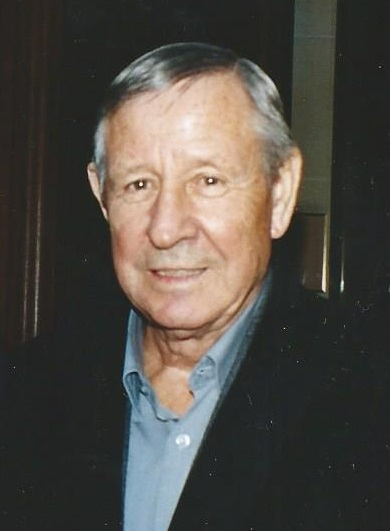
Raymond Kopa.
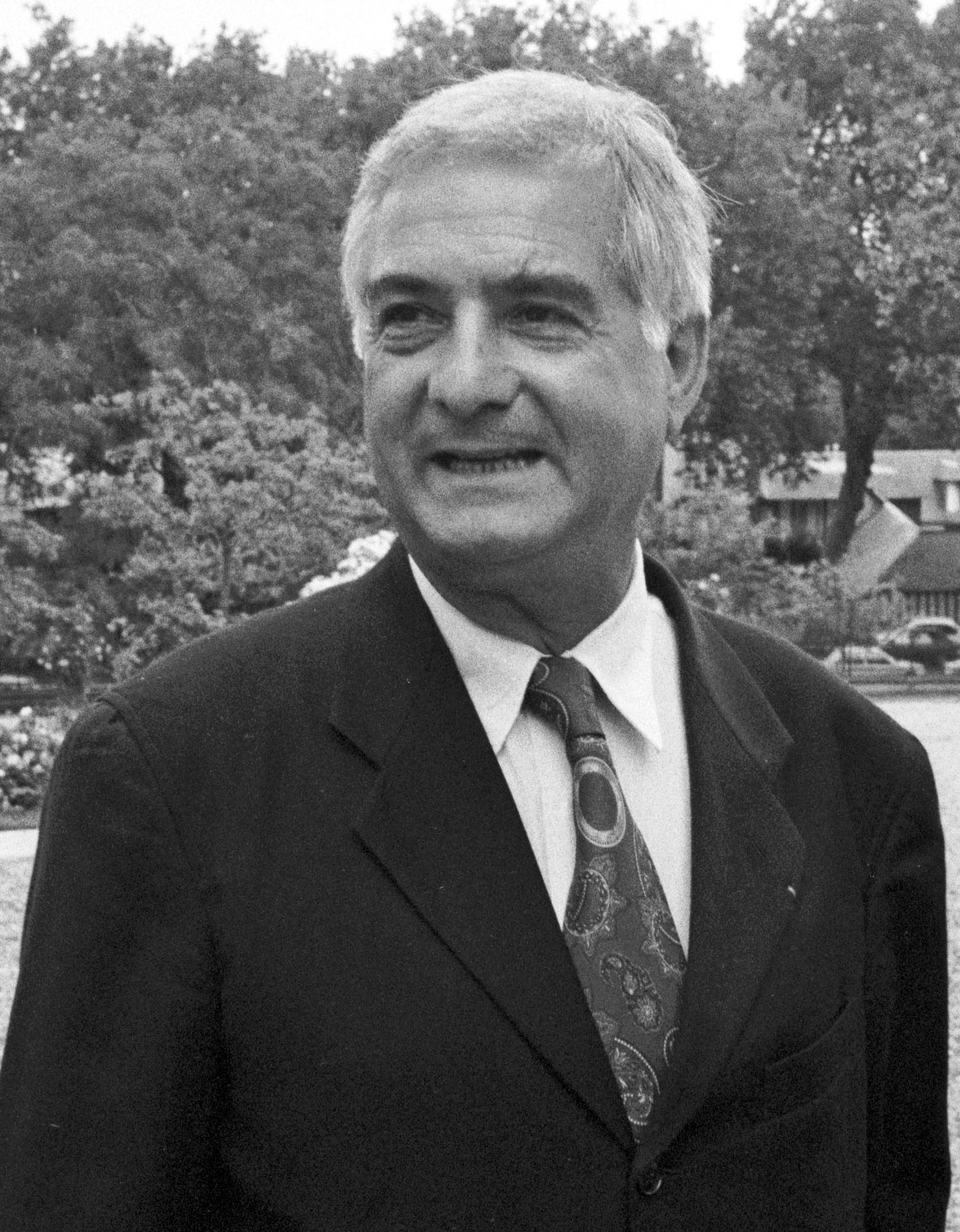
Jean-Claude Brialy.
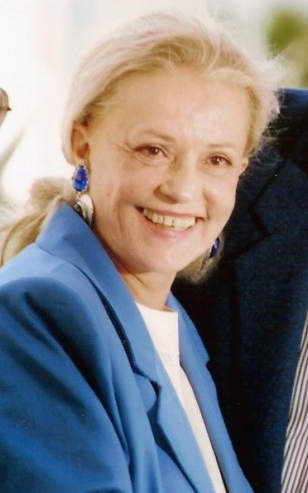
Jeanne Moreau.

## Pour approfondir